# My Spanish Heart
| 전문가 평가                          | 전문가 평가 |
| 평가 점수                            | 평가 점수   |
| 출처                                 | 점수        |
| ------------------------------------ | ----------- |
| AllMusic                             | [ 1 ]       |
| The Penguin Guide to Jazz Recordings | [ 2 ]       |
| The Rolling Stone Jazz Record Guide  | [ 3 ]       |
| The Village Voice                    | B+          |

《My Spanish Heart》는 1976년에 녹음되고 발매된 미국의 재즈 피아니스트 칙 코리아의 열 번째 솔로 스튜디오 음반이다. 유명한 객원 음악가로는 베이스의 밴드 동료 스탠리 클라크, 바이올리니스트 장뤼크 퐁티, 드러머 스티브 갯과 나라다 마이클 월든, 보컬리스트는 코리아의 부인 게일 모란 등이 있다.
이 음반은 재즈 퓨전 음악과 더 전통적인 라틴 음악을 결합니다. 이 음반에는 일부 트랙에 완전한 브라스와 현악기를 사용하는 것이 포함되어 있다. 〈El Bozo〉 모음곡은 신시사이저 사용에 크게 의존하는 반면, 〈Spanish Fantasy〉 모음곡은 대부분 어쿠스틱이다. 처음 네 트랙도 모음곡을 구성한다. 〈Armando's Rhumba〉는 현재 널리 재즈 표준으로 여겨지고 있다.

## 배경
라틴 재즈의 영향을 반영한 코리아의 작품이다. 수록곡 〈Armando’s Rhumba〉는 코리아의 아버지를 위해 헌정한 곡으로, 2019년 코리아가 발표한 음반 《Antidote》에 수록곡 〈My Spanish Heart〉와 〈Armando’s Rhumba〉가 재연되기도 했다.

## 곡 목록
스탠리 클라크와 칙 코리아가 작곡한 〈The Hilltop〉를 제외하고, 모든 곡들은 코리아가 작곡하였다.

### Side one
1. "Love Castle" – 4:45
2. "The Gardens" – 3:12
3. "Day Danse" – 4:27
4. "My Spanish Heart" – 1:37
5. "Night Streets" – 6:08

### Side two
1. "The Hilltop" – 6:16
2. "The Sky (Children Song No. 8 / Portrait of Children Song No. 8)" – 4:57
3. "Wind Danse" – 5:00

### Side three
1. "Armando's Rhumba" – 5:19

- El Bozo – 12:02

1. "Prelude to El Bozo" – 1:34
2. "El Bozo, Part 1 – 2:52
3. "El Bozo, Part 2" – 2:03
4. "El Bozo, Part 3" – 5:03

### Side four
- Spanish Fantasy – 20:42

1. "Spanish Fantasy, Part 1" – 6:06
2. "Spanish Fantasy, Part 2" – 5:14
3. "Spanish Fantasy, Part 3" – 3:06
4. "Spanish Fantasy, Part 4" – 5:16

### 보너스 트랙
1. "The Clouds" – 4:33